# الاتحاد الدولي للكيمياء البحتة والتطبيقية
الاتحاد الدولي للكيمياء البحتة والتطبيقية (بالإنجليزية: International Union of Pure and Applied Chemistry)‏، هي منظمة دولية غير حكومية تسعى لتنمية مفهوم الكيمياء سواء كان ذلك نظريا أو تطبيقيا. وتعرف المنظمة على أنها الهيئة واللجنة المعترف بها لتطوير المعايير القياسية لتسمية العناصر الكيميائية ومركباتها، عن طريق قسمها مجتمع التسمية ووضع الرموز تسمية IUPAC. والمنظمة تنتمي إلى المجلس الدولي للعلوم (ICSU).

## تأسيسها وتاريخها

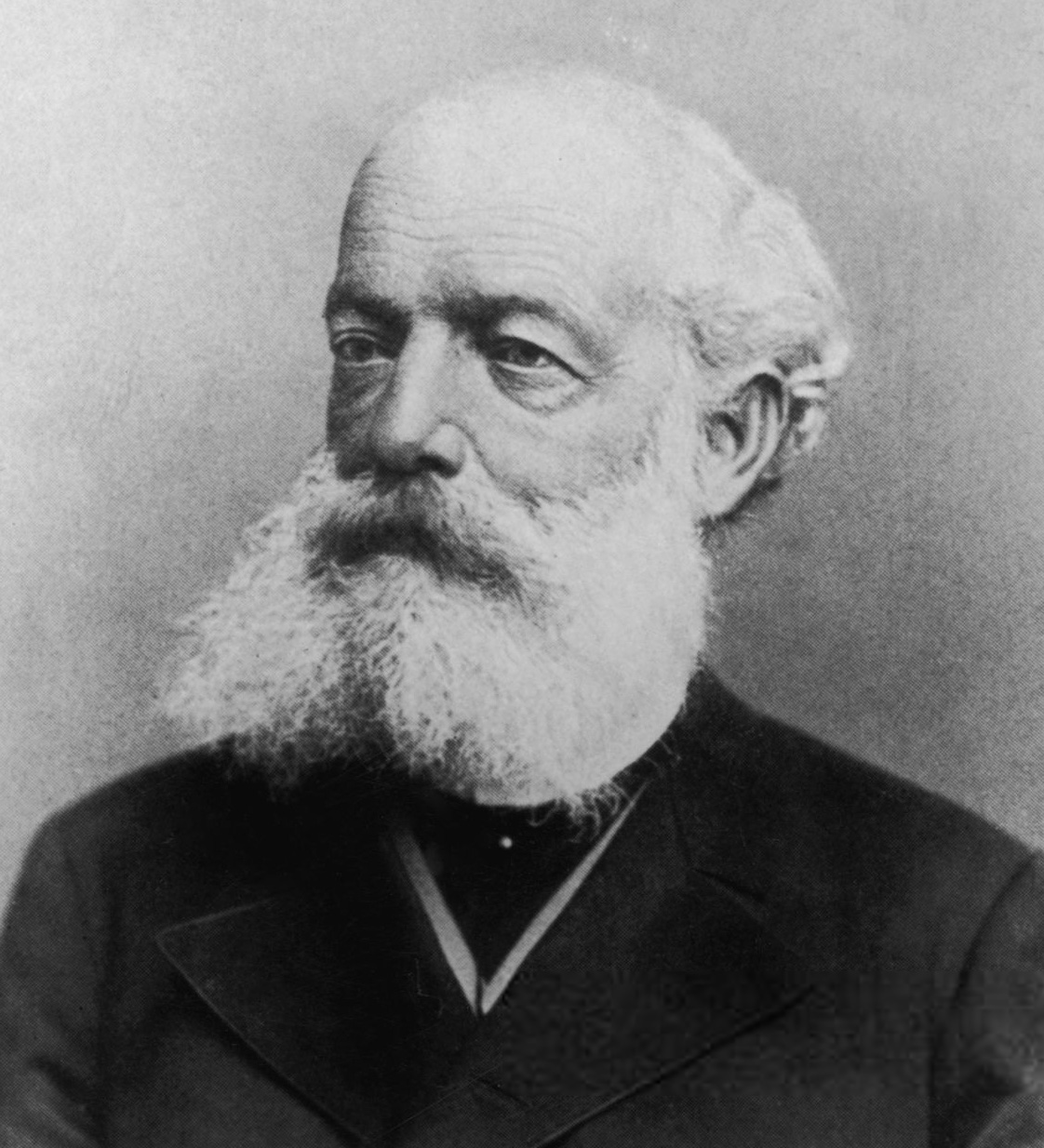
فريدريش أوجست كيكولي فون سترادونيتز

تمت معالجة الحاجة إلى معيار دولي للكيمياء لأول مرة في عام 1860 من قبل لجنة برئاسة العالم الألماني أوغست كيكوله. كانت اللجنة أول مؤتمر دولي لإنشاء نظام تسمية نظامية للمركبات العضوية. وقف الاتحاد الدولي للكيمياء البحتة والتطبيقية كإرث مما جعله أحد أهم التعاونات التاريخية الدولية في جمعيات الكيمياء. منذ هذا الوقت، منظمة الاتحاد الدولي للكيمياء البحتة والتطبيقية هي المنظمة الرسمية المسؤولة عن تحديث والحفاظ على التسميات العضوية الرسمية. تأسست منظمة الاتحاد الدولي للكيمياء البحتة والتطبيقية على هذا النحو في عام 1919. إحدى الدول البارزة المستبعدة من المنظمة المبكرة هي ألمانيا، استبعاد ألمانيا كان نتيجة للتحامل على الألمان من قبل قوات الحلفاء بعد الحرب العالمية الأولى. تم قبول ألمانيا أخيرًا في المنظمة خلال عام 1929 ومع ذلك، تمت إزالة ألمانيا النازية منها مجدداً خلال الحرب العالمية الثانية.
خلال الحرب العالمية الثانية، كانت تابعة لقوات الحلفاء، ولكن لم يكن لها دور يذكر خلال المجهود الحربي نفسه. بعد الحرب، تم قبول ألمانيا الشرقية والغربية في نهاية المطاف في المنظمة. منذ الحرب العالمية الثانية، ركزت منظمة الاتحاد الدولي للكيمياء البحتة والتطبيقية على توحيد المصطلحات والأساليب في العلوم دون انقطاع. في عام 2016، وضحت المنظمة استخدام الكلور كسلاح كيميائي. أشارت المنظمة إلى مخاوفهم في رسالة موجهة إلى أحمد أوزومكو، رئيس منظمة حظر الأسلحة الكيميائية (OPCW)، تنص الرسالة فيما يتعلق بممارسة استخدام الكلور كسلاح في سوريا تحديداً من بين مواقع أخرى، وفقًا لاتفاقية الأسلحة الكيميائية، «يُحظر استخدام أو تخزين أو تطوير وتخزين أي أسلحة كيميائية من قبل أي من الدول الموقعة على الاتفاقية البالغ عددها 192 دولة».

## اللجان
تُحكم المنظمة من قبل العديد من اللجان التي تتحمل جميعها مسؤوليات مختلفة. اللجان هي على النحو التالي: مكتب، أبحاث الكيمياء المطبقة على الاحتياجات العالمية، لجنة تعليم الكيمياء، لجنة الكيمياء والصناعة، لجنة المنشورات المطبوعة والإلكترونية، لجنة التقييم، اللجنة التنفيذية، اللجنة المالية، اللجنة المشتركة بين المصطلحات حول المصطلحات، التسميات والرموز، لجنة المشروع، والهيئة الاستشارية لتحرير الكيمياء البحتة والتطبيقية. تتكون كل لجنة من أعضاء من منظمات وطنية مختلفة من دول مختلفة.
فيما يلي التسلسل الهرمي للجنة التوجيهية لـلمنظمة.
- جميع اللجان لديها ميزانية مخصصة يجب عليهم الالتزام بها.
- يجوز لأي لجنة بدء مشروع.
- إذا أصبح إنفاق المشروع أكثر من اللازم لكي تستمر لجنة ما في تمويلها، فيجب أن تُحيل القضية إلى لجنة المشروع.
- تقوم لجنة المشروع إما بزيادة الميزانية أو اتخاذ قرار بشأن خطة تمويل خارجية.
- يشرف المكتب واللجنة التنفيذية على عمليات اللجان الأخرى.

## التسمية
تتمتع لجنة الايوباك بتاريخ طويل من تسمية المركبات العضوية وغير العضوية رسميًا. تم تطوير نظام تسمية الايوباك بحيث يمكن تسمية أي مركب ضمن مجموعة واحدة من القواعد الموحدة لتجنب الأسماء المكررة. كان أول منشور عن تسميات الاتحاد الدولي للكيمياء البحتة والتطبيقية للمركبات العضوية عبارة عن دليل لإسميات ايوباك للمركبات العضوية في عام 1900، والذي تتضمن معلومات من المؤتمر الدولي للكيمياء التطبيقية

## السنة الدولية للكيمياء

السنة الدولية للكيمياء

كانت منظمة الأيوباك واليونسكو هما المنظمتان الرائدتان في تنسيق فعاليات السنة الدولية للكيمياء، التي عُقدت في عام 2011. تم اقتراح السنة الدولية للكيمياء في الاصل من قبل منظمة الايوباك في الجمعية العامة في تورينو، إيطاليا. تبنت اليونسكو هذا الاقتراح في اجتماع عام 2008. كانت الأهداف الرئيسية للسنة الدولية للكيمياء هي زيادة التقدير العام للكيمياء واكتساب المزيد من الاهتمام في عالم الكيمياء. يُعقد هذا الحدث أيضًا لتشجيع الشباب على المشاركة والمساهمة في الكيمياء. من اسبابه الأخرى تكريم الكيمياء لأنها أحد اسباب التحسين على أسلوب حياة الجميع.

## وصلات خارجية
- الموقع الرسمي